# Lunette de toilette
Pour les articles homonymes, voir Lunette et Toilette.

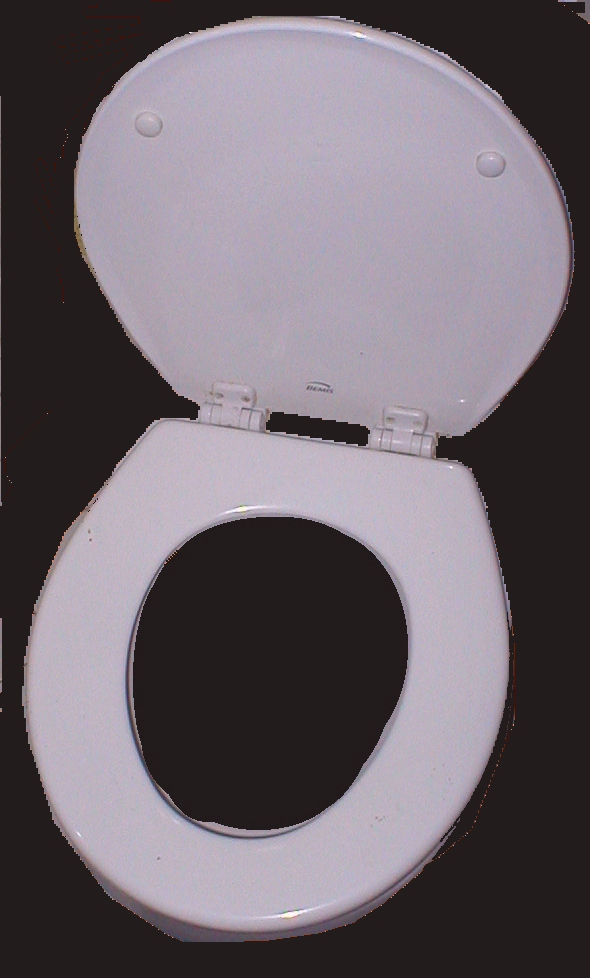
Lunette de toilette.

Une lunette de toilette, ou abattant WC, est un panneau placé sur la cuvette des toilettes pour en améliorer le confort, l'esthétique et l'hygiène.

## Styles
Il existe un grand nombre de lunettes de toilettes différemment fabriquées et d'une grande variété de couleurs, éventuellement selon un design approprié à la cuvette ou à la pièce. Elles peuvent être fabriquées en différents matériaux comme le métal (pour les prisons) ou le bois, le mélaminé soit un dérivé du bois ou encore le plastique. 

## Hygiène
Il est recommandé de baisser l'abattant et couvercle des toilettes lorsque la chasse d'eau est tirée et en permanence si celles-ci sont dans la salle de bain. Il est recommandé aux hommes de s'asseoir pour uriner ou de lever la lunette avant d'uriner debout afin que les éclaboussures d'urine ne tombent pas sur celle ci, permettant ainsi un usage sain et hygiénique pour ceux qui viendront plus tard et auront juste besoin de baisser la lunette pour s'y asseoir sans être en contact direct avec les urines restées sur le bord du pot. Il est aussi très apprécié de rabattre soi-même la lunette des toilettes pour éviter à la personne qui s'y assiéra de la toucher avant de s'essuyer.

## Histoire
La lunette de toilette remonte au temps de Louis XIV et de Marie-Antoinette lorsqu'ils prirent de nouvelles habitudes hygiéniques dans de magnifiques lieux d'aisance à l'anglaise. La lunette de toilette est distribuée au grand public au début du XXe siècle, et devient par la suite un objet d'étude artistique (Man Ray en a fait son « Trompe l'œuf »). Objet d'étude également pour monsieur De Styll. La lunette de toilette trouve sa place au MOMA comme bel objet design. Se référant au « Nu descendant l'escalier », le marketing de Présalit se positionne dans le sillage de Marcel Duchamp. La lunette de toilette est aussi un objet d'étude psychanalytique. Elle est toujours en actuelle utilisation dans les temps modernes. Au Japon, l'ère des toilettes se perfectionne aux alentours des années 1980 et inclut notamment la fabrication de modèle de lunettes chauffantes entre 30 °C et 40 °C. 
OLFA reste parmi les leaders du marché en équipant les TGV et autres espaces publics. La lunette de toilette apparait au cinéma avec le film Le bonheur est dans le pré de Étienne Chatiliez. Dont une séquence avec Michel Serrault présentant fièrement sa lunette Vichy à Eddy Mitchell.  
En 1997, la lunette de toilette fait aussi son entrée dans le domaine de l'art. Elle eut tout de suite un grand succès. OLFA fut également choisi comme partenaire industriel par l'artiste français Jean-Lucien Guillaume qui, à son tour, interroge l'objet et démultiplie son statut. Il revoit ainsi la thèse du suspens de la fonctionnalité pour le Ready-made comme une blague. L'objet - lunette associée ou non à son abattant - présenté comme une œuvre d'art, mais qui peut aussi recouvrir sa fonction première. En créant des conditions d'expériences nouvelles, les lunettes de toilette de Jean-Lucien Guillaume font découvrir que la plupart des jugements de valeur sont moins en rapport avec ce qu'ils désignent qu'avec celui qui en use. 
En 2009, Quincy Russell réalise avec Mona Lisa Production le documentaire Au nom du trône qui fut diffusé sur FR3 et la RTBF.

## Fonctionnalités
Bien que la plupart des lunettes de toilettes soient basiques en ce qui concerne leur fonctionnement, certaines peuvent se révéler très riches en termes de fonctionnalités. En effet, il existe des lunettes de toilettes japonaises qui sont massantes. Elles peuvent aussi être chauffantes avec la possibilité d'ajuster la température. D'autres disposent d'un jet d'eau afin de ne pas utiliser de papier toilette. En France, les fabricants redoublent d'imagination concernant la prévention des contaminations, dans cette bataille nous retrouvons différentes sociétés dont ELIS avec son sanisiège et son concurrent SOFRACO avec son saniprotect .
Les lunettes WC basiques (sans électronique) recèlent, elles aussi, des fonctionnalités variées selon le type de fixations dont elles sont équipées.
Les charnières fixes ont un atout économique en comparaison aux charnières dé-clipsables ou aux charnières plus sophistiquées avec descente assistée.
La fonction de dé-clipsage (par bouton poussoir unique ou double, ou par simple pression verticale sur l’abattant) offre un avantage hygiénique intéressant puisqu’elle permet de retirer intégralement l’abattant WC de la cuvette sans avoir à le démonter.
La ‘’descente assistée’’ également appelée ‘’descente ralentie’’ ou encore ‘’frein de chute’’ permet à la lunette comme au couvercle de s’abaisser doucement et sans bruit par le simple fait d’initier manuellement leur descente sans avoir à l’accompagner jusqu’au bout.